# Luigi Rossini
Pour les articles homonymes, voir Rossini (homonymie).
Luigi Bagio Rossini, né à Ravenne le 15 décembre 1790 et mort à Rome le 22 avril 1857, est un graveur italien, généralement considéré comme l'héritier de Giovanni Battista Piranesi et reconnu pour ses représentations des monuments antiques de Rome et du Latium.

## Biographie
À 16 ans, Luigi Rossini quitte Ravenne et sa famille pour Bologne où il prend des cours à l'école des beaux-arts. Luigi Rossini participe à plusieurs concours organisés par l'administration française napoléonienne et obtient en 1813 une bourse de trois ans et un logement au palazzo Venezia à Rome. L'année suivant toutefois, la chute de Napoléon entraîne l'annulation de cette bourse mais Rossini parvient à survivre en obtenant de petits contrats d'architecte.
En 1817, grand admirateur de Giovanni Battista Piranesi, il utilise ses compétences d'architecte pour réaliser des gravures des monuments romains et publié cette même année son premier recueil de gravures, ce qui lui vaut la reconnaissance et la célébrité.
En 1851, l'un de ses fils est victime d'un accident de la circulation. Victime d'un accident vasculaire cérébral qui le laisse hémiplégique, durablement affecté par la mort de son fils, Luigi Rossini meurt le 22 avril 1857.

## Carrière et œuvre
Les premières gravures de Luigi Rossini datent de 1817. Il collabore alors avec Bartolomeo Pinelli et ses dessins se ressentent fortement de sa formation d'architecte.
Ses premières séries de vues antiques datent de 1819, complétées part une centaine d'autres, publiées à Rome en 1826.
Il est le dernier grand graveur illustrateur des monuments romains avant l'avènement de la photographie.

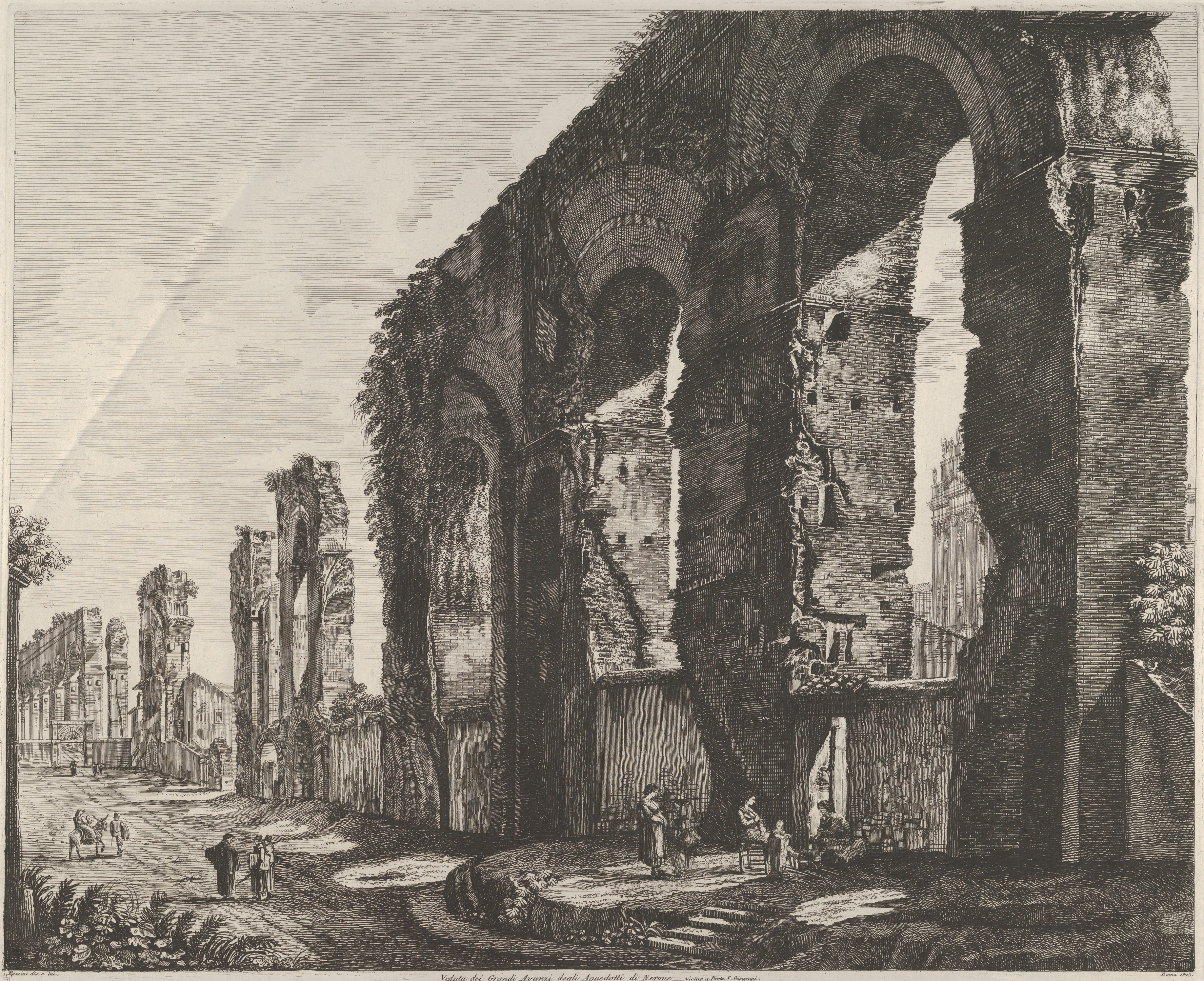
L'aqueduc de Néron.
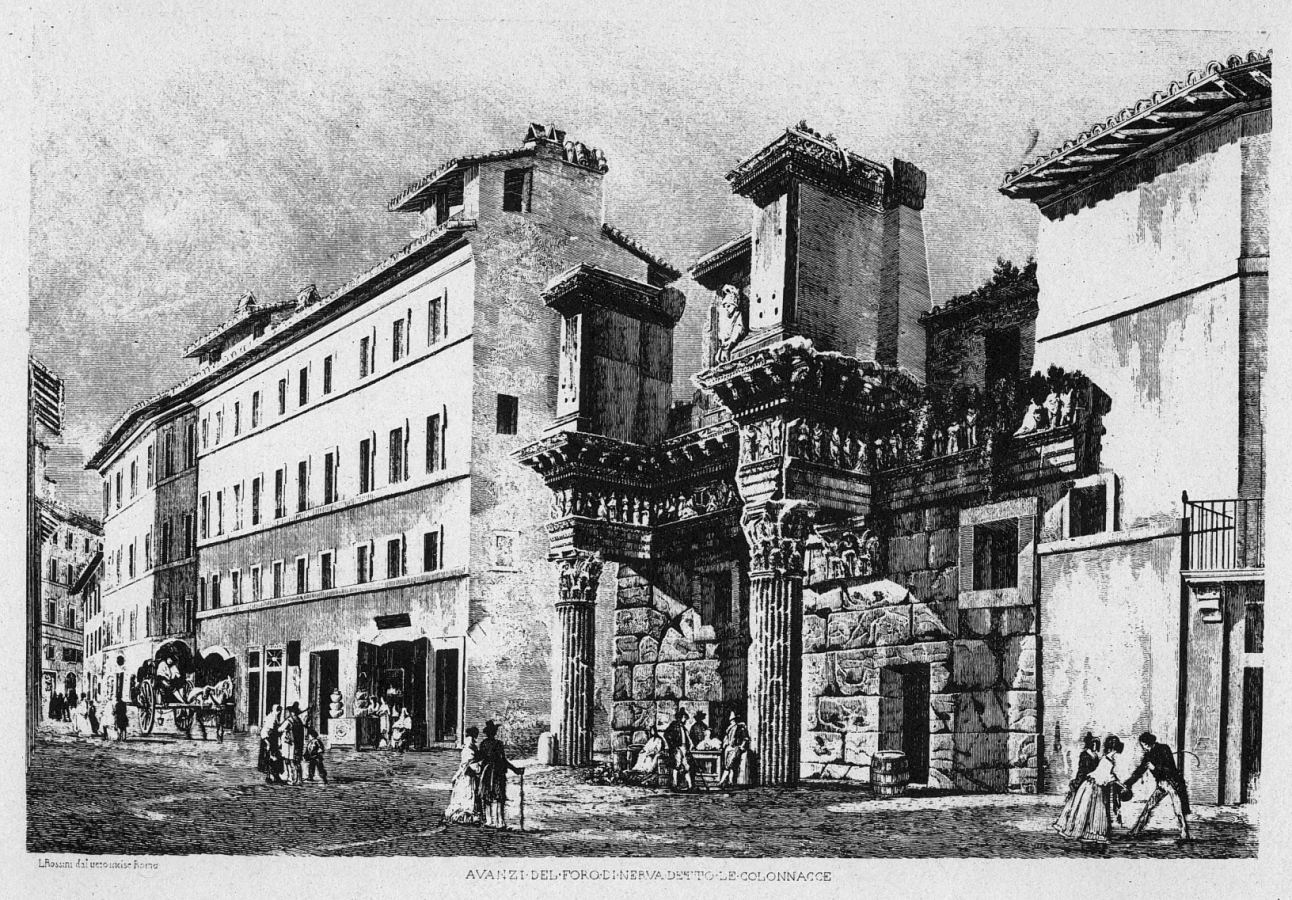
Le forum de Nerva.
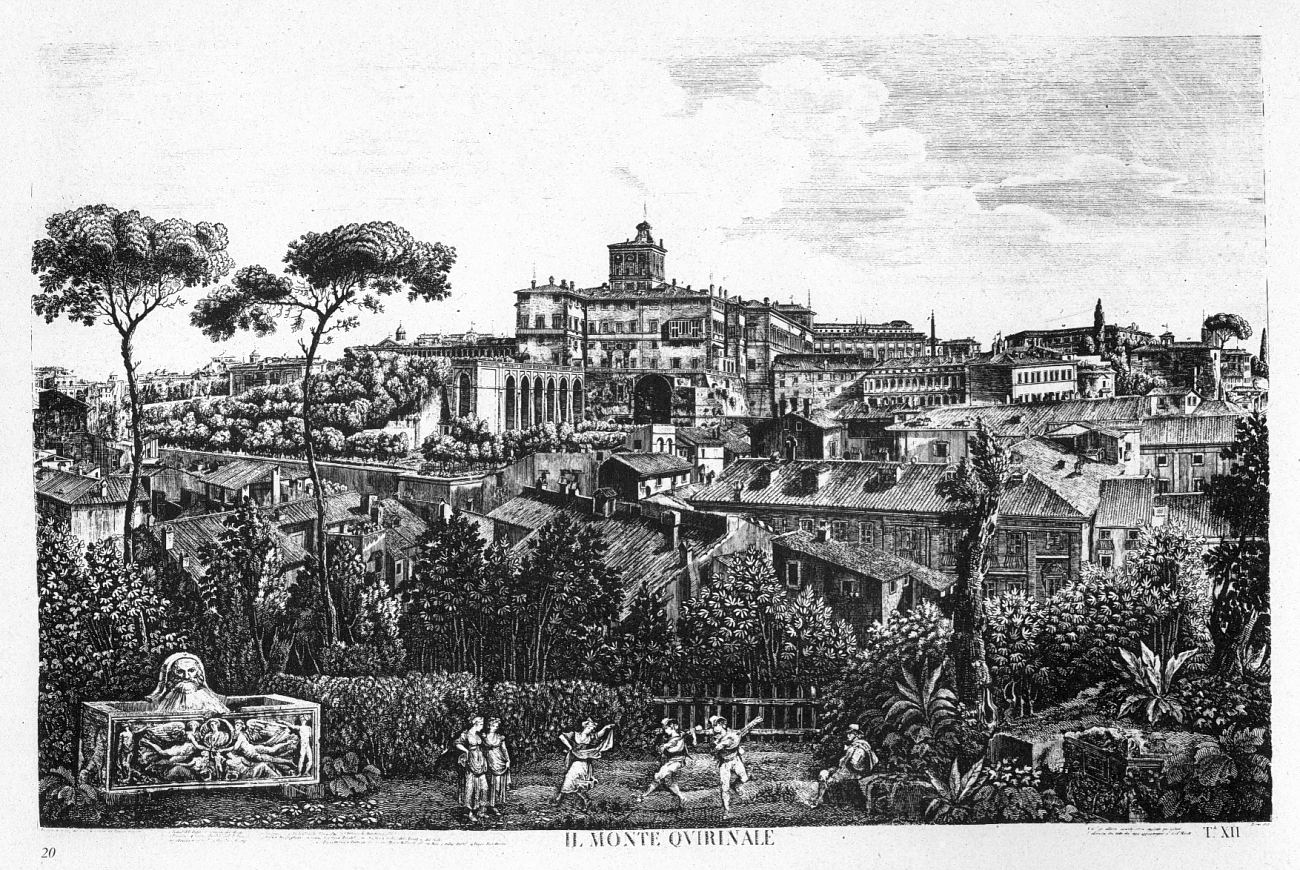
Le Quirinal.
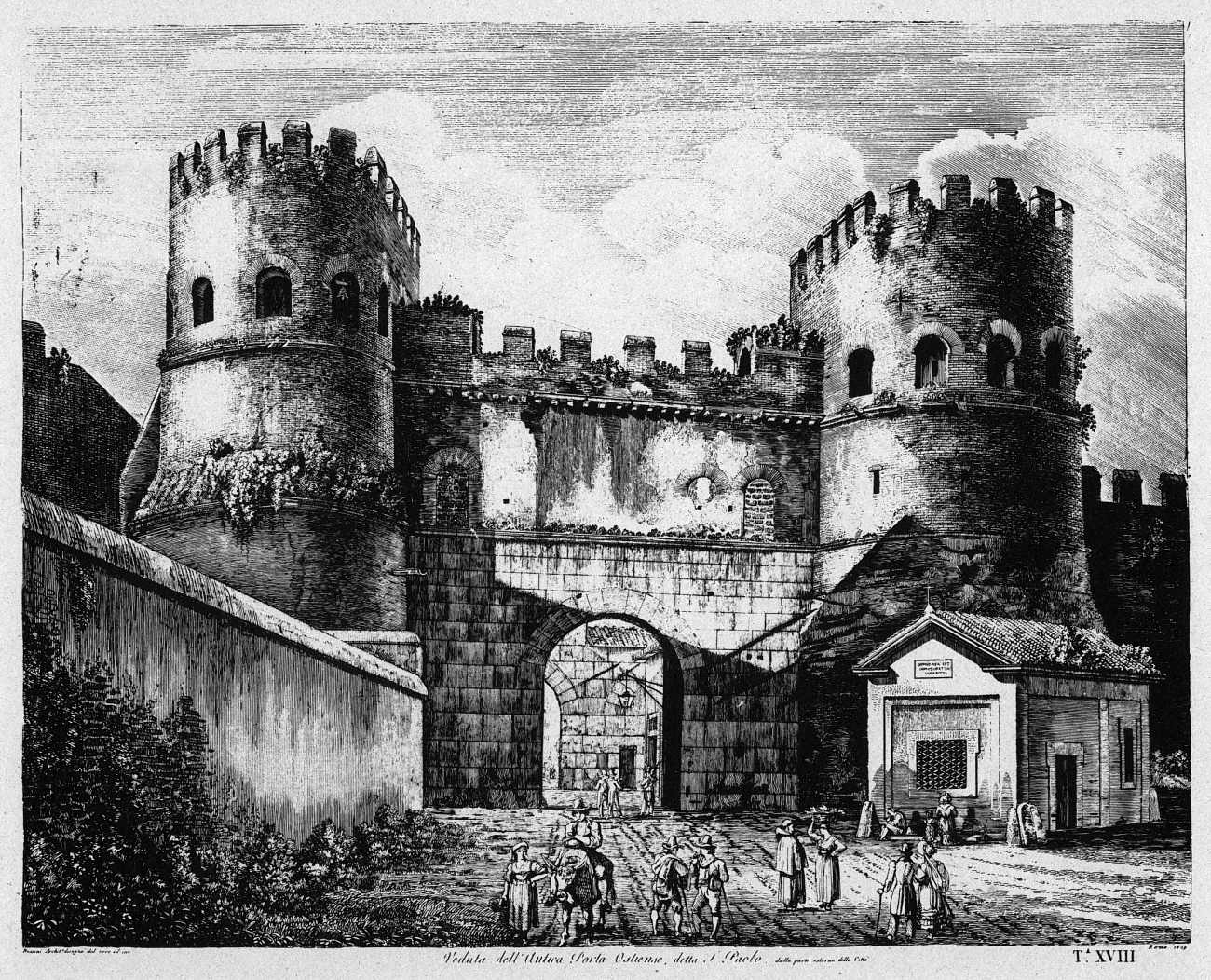
La porta San Paolo.
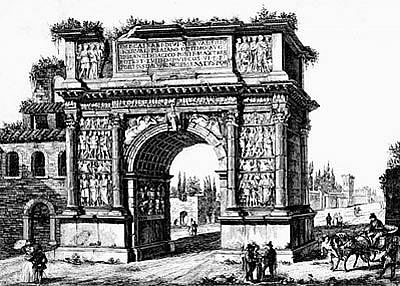
L'arc de Bénévent.